# Pisgah, Alabama
Pisgah là một thị trấn thuộc quận Jackson, tiểu bang Alabama, Hoa Kỳ. Dân số năm 2009 là 689 người, mật độ đạt 55 người/km².